# John Llewellin (1er baron Llewellin)
John Jestyn Llewellin (6 février 1893-24 janvier 1957) est un officier de l'armée britannique, homme politique du Parti conservateur et ministre du gouvernement de guerre de Winston Churchill.

## Biographie

### Jeunesse
Llewellin est le fils de William Llewellin, d'Upton House, Dorset, et de Frances Mary, fille de LD Wigan. Il fait ses études au Eton .
Llewellin est officier dans l'artillerie de garnison royale en 1914 et a atteint le rang de major pendant la Première Guerre mondiale, obtenant la Croix militaire en 1917. Il reste dans l'armée territoriale après la guerre et est promu lieutenant-colonel commandant la brigade lourde du Dorset en 1932. Il est promu colonel en 1936 et prend sa retraite en 1938. Il est nommé Officier de l'Ordre de l'Empire britannique (OBE) en 1926, promu Commandeur (CBE) en 1939, puis est fait Chevalier Grand Croix (GBE) en 1953.

### Carrière politique
Llewellin est élu député d'Uxbridge dans le Middlesex en 1929. Il occupe un certain nombre de postes ministériels au sein du gouvernement de coalition, avant de devenir président du Board of Trade pendant deux semaines en 1942. Il est par la suite ministre de la Production aéronautique jusqu'à ce qu'il soit remplacé par Stafford Cripps en novembre 1942 . Plus tard, Llewellin  siège au Comité de politique combiné mis en place par les gouvernements britannique et américain en vertu de l'Accord de Québec de 1943 pour superviser la construction de la bombe atomique.
En décembre 1943, le siège de Llewellin au comité est repris par Sir Ronald Campbell et Llewellin devient ministre de l'Alimentation, poste qu'il occupe jusqu'à ce que le gouvernement Churchill tombe face au Parti travailliste de Clement Attlee en juillet 1945. Llewellin perd son siège dans l'élection et est élevé à la pairie comme baron Llewellin, d'Upton dans le comté de Dorset. Après la guerre, il est gouverneur général de la Fédération de la Rhodésie et du Nyassaland entre 1953 et sa mort en janvier 1957.
Lord Lewellin est décédé en janvier 1957, à l'âge de 63 ans. La baronnie s'est éteinte avec sa mort.